# One: Kagayaku Kisetsu e
One: Kagayaku Kisetsu e (One ～輝く季節へ～?  One ~Hacia una radiante estación ~) es una novela visual del tipo eroge, desarrollado por Tactics, una marca de Nexton, publicado el 26 de mayo de 1998 para Windows PC . El contenido erótico fue eliminado más tarde, cuando el juego fue portado a la PlayStation. La historia trata sobre la vida de Kōhei Orihara, un estudiante de secundaria que pasa el tiempo con varias chicas de su misma edad, mientras que al mismo tiempo, está siendo gradualmente arrastrado a un espacio místico alterno conocido como el mundo eterno.
El modo de juego en One es del tipo Videojuego no lineal que ofrece escenarios predeterminados con cursos de interacción, y se centra en el atractivo de los seis personajes femeninos por parte del personaje del jugador. El juego fue puesto varias veces en el top 50 nacional para los juegos de PC más vendidos en Japón. Una secuela basada libremente en un titulado One2: Eien no Yakusoku fue producido por BaseSon, otra marca de Nexton, que fue lanzado en abril de 2002.
Gran parte del personal que creó el juego más tarde se convirtieron en los miembros fundadores de Key.
La empresa KSS produjo cuatro OVAs entre 2001 y 2002, titulado One: Kagayaku Kisetsu e. La Empresa Cherry Lips produjo 3 OVAs Hentai entre 2003 y 2004 titulado One: True Stories.
Debido a lo último es la razón porque los posteriores trabajos de Key tomaron como influencia está novela visual, por ejemplo, en clannad en el Mundo Ilusión, hay una chica misteriosa que se parece mucho la igual chica sin nombre en One Kagayaku, ambas viven en mundos alternos. Según se cuenta esto viene porque Jun Maeda de joven leyó El fin del mundo y un despiadado país de las maravillas de Haruki Murakami, que trababa de un chico que escapaba de la realidad.

## Juego
One es una novela visual en el que el jugador asume el papel de Kōhei Orihara. El juego requiere la interacción del jugador quien se dedica a la lectura del texto que aparece en la pantalla, lo que representa la narrativa y el diálogo de la historia. One cuenta con múltiples finales, en función de las decisiones que el jugador toma durante el juego, la trama se centrará en una dirección específica.
Hay seis líneas argumentales principales que el jugador tendrá la oportunidad de experimentar, uno para cada una de las heroínas de la historia. De vez en cuando, el jugador llegará a un punto en el que él o ella se le da la oportunidad de elegir entre múltiples opciones. La progresión del texto se detiene en estos puntos hasta que se hace una elección. Para ver todas las líneas de la trama en su totalidad, el jugador tendrá que repetir el juego varias veces y elegir diferentes opciones para seguir la trama a una dirección alternativa. En las versiones para adultos hay escenas sexuales entre Kōhei y la heroína de la ruta elegida.

## Trama

### Historia
La historia gira en torno a Kohei Orihara, el protagonista principal. Su padre murió cuando él era muy joven, seguido por su hermana menor Misao y, finalmente, su madre. Profundamente deprimido, se va a vivir con su tía Yukiko, la hermana menor de su madre, unos diez años antes de que la historia de One comenzara el 30 de noviembre de 1998. Una vez que conoce a Mizuka Nagamori cuando era un niño, Kohei comienza a encerrarse en el mundo eterno, un mundo dentro de su mente. Un tema recurrente del juego es el enfoque en el mundo eterno, un espacio místico alternativo que no se explica claramente, y cuyos detalles son desconocidos.
El mundo eterno es un lugar similar a la otra vida, donde el "otro yo" le espera. Cualquier persona puede acceder a él, a pesar de que solo es accesible una vez que uno ha perdido su conexión a tierra en el mundo real. Puede que sea necesario formar un compromiso con alguien en el mundo real como una guía al mundo eterno. Un período de gracia puede ser concedida entre el momento en el compromiso se hace y cuando alguien va al mundo eterno. Una vez que el proceso ha comenzado, nada puede evitar que alguien se va al mundo eterno, y volver al mundo real es difícil. Alguien a punto de salir al mundo eterno empieza a ser olvidado aproximadamente una semana antes de ir. Sin embargo, él o ella es recordado en el momento en el que regrese. Si un vínculo emocional muy fuerte se estableció en el mundo real antes de salir, una persona en el mundo eterno puede ser devuelto al mundo real luego de aproximadamente un año.
Kohei tiene una vida normal en la escuela secundaria con Mizuka, y llega a conocer a otras cinco chicas a lo largo de la historia que le ayuda con sus problemas personales. Kohei le gusta bromear con estas chicas, en el fondo es bueno con ellas y realmente quiere ayudarles. En la historia, Kohei es capaz de formar relaciones íntimas con las seis heroínas: Mizuka Nagamori, Nanase Rumi, Kawana Misaki, Kouzuki Mio, Mayu Shiina, y Satomura Akane.
Cuando logre entablar una relación con alguna de ellas, los que le rodean, en poco tiempo, comienzan a olvidarlo, ahí es cuando comienza a retroceder aún más en el mundo eterno. Si Kohei forma un vínculo fuerte con una de las chicas, solo ella lo recordará, incluso después de que salga del mundo eterno. Esto asegura su eventual regreso un año más tarde, cuando él y la chica finalmente se reúnen.

### Marco
La parte principal de la historia de One se lleva a cabo en una escuela secundaria japonesa, aunque poco se muestra de ella, excepto el aula de Kohei, la cafetería, y un poco de la zona circundante. El edificio principal de la escuela es de tres pisos y el techo es accesible, aunque hay un cartel en la puerta de acceso al techo que dice "No Entrar", la puerta nunca está cerrada. Junto al edificio principal hay otro que alberga las habitaciones de los clubs. La escuela limita con un bosque delimitado con una valla metálica. Más allá del bosque hay un parque con una fuente y un tramo de escaleras en una colina. Además de la escuela, se muestran un distrito comercial y la ruta habitual que Kohei toma para dirigirse a la escuela. Otro lugar representado es la casa de Kohei que cuenta con dos pisos.

## Personajes
One Cuenta con un elenco de personajes creados por Naoki Hisaya y Jun Maeda, e ilustrado por Itaru Hinoue. 

### Personajes principales
Kōhei Orihara (折原 浩平 Orihara Kōhei?)
Seiyū: Kenji Nojima (drama CD), Kishō Taniyama (OVA Apta para todo público), Sayuri Yoshida (Kōhei joven en OVA Apta para todo público)
Kohei es un joven que cursa su segundo año en la escuela secundaria, es el protagonista principal de la historia. Perdió a sus padres cuando era muy joven, y está viviendo en la casa de su tía. Es un miembro del club de música ligera, pero no participa en las actividades del club debido a que, según afirma Kōhei, es un "club fantasma". Siempre está bromeando a su amiga de la infancia, Mizuka Nagamori, y la estudiante de intercambio, Rumi Nanase, pero en el fondo es bueno con ellas. Después de la muerte de su hermana menor, empieza a visitar el mundo eterno, un mundo místico paralelo con el mundo real que es un foco importante en la historia. Acorde pase el tiempo, las personas que le rodean comienzan a olvidar poco a poco que existe, y él comienza a tratar de encontrar a alguien para salvar a su existencia.
Mizuka Nagamori (長森 瑞佳 Nagamori Mizuka?)
Seiyū: Mayumi Iizuka (PS), Yūko Minaguchi (drama CD), Ayako Kawasumi (OVA Apta para todo público), Ayaka Kimura (PC full-voice)
Mizuka es compañera de Kohei y su amiga de la infancia. Ella está constantemente suspirando. Se encarga de kohei de forma inusual, como por ejemplo, ir a su casa todas las mañanas para despertarlo. Participa en el club de orquesta tocando el violonchelo. A ella le gusta la leche, tanto que incluso la puede beber mientras come arroz. Mizuka es un amante de los gatos y tiene varios de ellos en su casa. Más tarde, hay un motivo donde su "yo infantil" se convierte en una guía para el personaje principal en el mundo eterno.
Rumi Nanase (七瀬 留美 Nanase Rumi?)
Seiyū: Chisa Yokoyama (PS), Makiko Ōmoto (drama CD), Haruhi Terada (OVA Apta para todo público), Chizuru Kusaka (PC full-voice)
Rumi es una chica que fue transferida a la escuela de Kohei. Solía estar en el club de kendo, pero tuvo que abandonarlo después de complicaciones de la cadera. Su meta es convertirse en una "princesa verdadera" y con ese fin, se comporta como princesa hacia aquellos a su alrededor, pero muestra su verdadero carácter solo con Kohei que deja una primera impresión terrible. No pertenece a ningún club, pero trata de participar en las actividades de literatura. Le gusta su uniforme de su vieja escuela, y aunque tiene su nuevo uniforme en su poder, sigue llevando su uniforme viejo.
Misaki Kawana (川名 みさき Kawana Misaki?)
Seiyū: Satsuki Yukino (PS), Satsuki Yukino (drama CD), Machiko Toyoshima (OVA Apta para todo público), Ayana Sumoto (PC full-voice)
Misaki es una estudiante de tercer año, perdió su vista en un accidente en la escuela primaria. Se encuentra con Kohei en el techo de la escuela durante la puesta del sol. Es una persona muy social y alegre, a pesar de su ceguera. Su casa está justo en frente de la escuela, para que ella pueda ir a la escuela por ella misma. Solía jugar en la escuela secundaria durante su niñez, antes de que perdiera la vista, por lo que conoce de memoria los pasillos de la escuela. A pesar de que su estética aparente lo contrario, posee un apetito voraz. A menudo se presenta en el club de teatro para ayudar a su mejor amiga Yukimi Miyama.
Mio Kouzuki (上月 澪 Kōzuki Mio)?)
Seiyū: Masumi Asano (OVA Apta para todo público)
Mio es una estudiante de primer año, es muda y se comunica con Kohei mediante expresiones. Puesto que no puede hablar, usa un cuaderno de bocetos para llevar a cabo conversaciones escritas. Pertenece al club de teatro como una aprendiz de Yukimi Miyama. Ella es una dojikko, un estereotipo de chica de anime que se caracterizan por ser lindas y torpes. Aparte del cuaderno de dibujo que utiliza, tiene un cuaderno de dibujo más antiguo que atesora en gran medida.
Mayu Shiina (椎名 繭 Shiina Mayu?)
Seiyū: Ikue Ōtani (PS), Mika Kanai (OVA Apta para todo público), Miya Serizono (PC full-voice)
Mayu es una chica infantil, que se niega a ir a la escuela. Su único amigo y el único que podía confiar en la vida, un hurón llamado Myu, muere todo cuando conoce a Kohei y los personajes principales. Tan pronto como algo malo le sucede, ella empieza a gritar el nombre del hurón y llorar sin control. Con el fin de ayudarla a crecer, Kohei la mezcla en su clase aprovechando que su tutor es un tanto irresponsable. Su comida favorita es la Hamburguesa Teriyaki. También le gustan las cosas que son de largo como un hurón, se encapricha con el pelo de Rumi y las serpientes de peluche.
Akane Satomura (里村 茜 Satomura Akane?)
Seiyū: Akiko Nakagawa (PS), Wakana Yamazaki (drama CD), Sayuri Yoshida (OVA Apta para todo público), Miru (PC full-voice)
Akane es una chica tranquila, en la misma clase de Kohei. Se encuentra con él en un día lluvioso, de pie junto a ella en un terreno baldío. Su amigo de la infancia que ella se enamoró, Tsukasa, desapareció en el mundo eterno en ese mismo lote. Desde entonces, ella sigue esperando en ese lote baldío en días de lluvia, sosteniendo un paraguas de color rosa, a que regresara. Le gusta cocinar y preparar su propio Bentō. Es una Kuudere, un estereotipo de chica de anime que se caracterizan por ser frías y calladas. La única persona que puede hablar con normalidad con ella es Shiiko. Akane tiene gusto por lo dulce, y lleva el pelo largo en trenzas.

### Personajes secundarios
Maki Hirose (広瀬 真希 Hirose Maki?)
Seiyū: Tomoko Kawakami (PS)
Maki es una de las compañeras de clase de Kohei que constantemente acosa a Rumi.
Yukimi Miyama (深山 雪見 Miyama Yukimi?)
Seiyū: Ayako Kawasumi (PS), Kyoko Hikami (OVA Apta para todo público), Aoi Kamizuki (PC full-voice)
Yukimi es la amiga de la infancia de Misaki y la presidenta del club de teatro. Apoya a Misaki pase lo que pase, pero por una buena razón Misaki la ha denominado como una "persona atroz". Ella crea roles específicos en las obras de Mio para que pueda actuar sin decir una palabra.
Kaho Shiina (椎名 華穂 Shiina Kaho?)
Kaho es la madrastra de Mayu. Originalmente no se le dio un nombre, pero un fanático creó una novela y le dio este nombre que más tarde fue reconocido oficialmente.
Shiiko Yuzuki (柚木 詩子 Yuzuki Shiiko?)
Seiyū: Omi Minami (PS), Miki Nagasawa (drama CD), Akiko Yajima (OVA Apta para todo público), Miruku Uchimura (PC full-voice)
Shiiko es la amiga de la infancia de Akane. Asiste a una escuela diferente, pero empieza a aparecer en la escuela de Akane, ya que no había visto por un largo tiempo debido a su preocupación por la depresión de Akane. Tenía un amigo de la infancia en común con Akane, pero luego de que este se dirigiera al mundo eterno, sus recuerdos de él se desvanecieron por completo.
Mamoru Sumii (住井 護 Sumii Mamoru?)
Seiyū: Daisuke Sakaguchi (drama CD), Ayumu Nakazawa (PC full-voice)
Mamoru Sumii es compañero de clase de Kohei. Ama organizar eventos y es experto en pensar en formas de matar el tiempo durante clases. Pasa las vacaciones de invierno en la casa de Kohei, y es perezoso.
Misao Orihara (折原 みさお Orihara Misao?)
Seiyū: Hisayo Mochizuki (OVA Apta para todo público), Midori Hayase (PC full-voice)
Misao es la hermana menor de Kohei. Muere a causa de Cáncer en el estómago. Su muerte constituyen un momento crítico en la vida de Kohei y la causa por la cual encuentra el mundo eterno.
Yukiko Kosaka (小坂 由起子 Kosaka Yukiko?)
Yukiko es la tía de Kohei, se responsabilizo de kohei luego de la muerte de sus padres. Siempre está muy ocupada con el trabajo, sale temprano por la mañana y llega tarde por la noche, así que nunca se mostrará en el juego. Sin embargo, hay un punto donde ella y Kohei se encuentran en la casa.
Shun Hikami (氷上 シュン Hikami Shun?)
Seiyū: Sōichirō Hoshi (OVA Apta para todo público), Arashi Tsunami (PC full-voice)
Shun es un personaje oculto, es miembro del club de música igual que Kohei. En sus encuentros suele confundir a Kohei con sus "discursos misteriosos", pero sus comentarios pueden contener pistas sobre el mundo eterno, el mundo que "todos visitaremos algún día".

### Personajes adicionales
Tres personajes adicionales que no aparecen en el juego original, se incluyeron más tarde en la PlayStation, el CD drama, y las versiones nuevas. Como tal, estos caracteres no son una parte de la novela visual original.
Natsuki Shimizu (清水 なつき Shimizu Natsuki?)
Seiyū: Yuka Imai (PS)
Natsuki solo aparece en la versión de PlayStation. Es salvada por Kohei cuando casi es atropellada por un coche. A partir de ese momento, dice que es como un hermano mayor, y comienza a llamarlo "onii-chan".
Tsukasa Jōjima (城島 司 Jōjima Tsukasa?)
Seiyū: Hikaru Midorikawa (drama CD)
Tsukasa solo aparece en las novelas publicadas por Movic y en los CD drama. Es el personaje establecido como amigo de la infancia de Akane, que desapareció en el mundo eterno. Akane se había enamorado de él, pero él desapareció por perseguir a un ex maestra que murió.
Saeko Nanjō (南条 紗江子 Nanjō Saeko?)
Seiyū: Eriko Fujimaki (drama CD)
Saeko solo aparece en las novelas y CD drama. Era una maestra de estudios sociales en una escuela donde Akane y sus amigos concurrían. Tuvo muchos seguidores alrededor de la escuela, en particular, Tsukasa, quien la admiraba. Sin embargo, murió joven, provocando que Tsukasa quede en la ruina. Más tarde, esto se convirtió en el detonante que lleva a Akane a cerrar su corazón.

## Anime
One fue adaptada dos veces a Original Video Animation. 
- La primera serie, fueron cuatro OVA aptas para todo público titulada One: Kagayaku Kisetsu e, producida por KSS, fueron lanzados en Japón entre el 10 de agosto de 2001 y el 24 de mayo de 2002.
- La segunda serie, fueron tres OVA para adultos titulada One: True Stories, producida por Cherry Lips,  fueron lanzados en Japón entre el 21 de noviembre de 2003 y el 28 de mayo de 2004.

## Banda sonora
La novela visual One tiene un tema principal, el cual es el tema de cierre "Hacia una radiante Estación" (輝く季節へ Kagayaku Kisetsu e?) compuesta por Shinji Orito. Cinco heroínas tienen música de fondo Leitmotiv con exclusión de Mayu Shiina. 
- El tema Mizuka Nagamori es "Ocho Gatos" -  (8匹のネコ Hachi-hiki no Neko?)
- El tema de Rumi Nanase es "La doncella optimista" -  (乙女希望 Otome Kibō?)
- El tema Misaki Kawana es "Aspecto de una dama" -  (見た目はお嬢様 Mitame wa Ojō-sama?)
- El tema Mio Kouzuki es "Sonriendo inocentemente" -  (無邪気に笑顔 Mujaki ni Egao?)
- El tema de Akane Satomura es "El carril en donde vi un arcoíris" -  (虹をみた小径 Niji o Mita Shōkei?).

La primera banda sonora original fue lanzado para el juego el 6 de diciembre de 1998, y un segundo el 24 de septiembre de 1999 con arreglos de piano para el álbum. Un Remix en Álbum titulado "El ruido del mar" viene incluido en la versión Full voice de Windows lanzado el 1 de enero de 2003.